# 2823 van der Laan
2823 van der Laan је астероид главног астероидног појаса са средњом удаљеношћу од Сунца која износи 2,410 астрономских јединица (АЈ).
Апсолутна магнитуда астероида је 13,2.